# Liparis werneri
Liparis werneri är en orkidéart som beskrevs av Rudolf Schlechter. Liparis werneri ingår i släktet gulyxnen, och familjen orkidéer. Inga underarter finns listade i Catalogue of Life.